# أسطورة زورد
أسطورة زورد هي لعبة كومبيوتر عربية إماراتية نزلت أول مرة للأسواق عام 2003, تعتمد اللعبة في بيئتها وشخصياتها على مفردات التاريخ العربي من زاوية فانتازية بحتة، إذ ان اللاعبين يتفاعلون مع أربعة أبطال يناضلون ضد قوى الشر في منطقة أسطورية قديمة في الجزيرة العربية قبل أكثر من 4 آلاف عام. وتأخذ اللعبة التي طورتها شركة «إيماجينيشنز» في دبي عشاق ألعاب الكومبيوتر إلى مدن الجزيرة العربية القديمة والصحراء اللامتناهية، والغابات الاستوائية والوديان الخفية والزنازين المرعبة وسفوح الجبال الواسعة عبر 16 مستوى حافلا بالحركة. ويتقاتل أبطال اللعبة، التي تعمل ضمن بيئة «ويندوز» فقط، باستخدام مهاراتهم المركبة والذكاء و20 سلاحاً مختلفاً، ضد العديد من المخلوقات الشريرة مثل الرجل الجرذ، والعناكب العملاقة، والتماثيل الصخرية والنسور والحمير المقاتلة والتماسيح آكلة البشر، بينما يقاتلون في ظروف بيئية مختلفة جداً.